# Thomas P. Grazulis
Thomas P. Grazulis (né le 17 août 1942) est un météorologue américain qui a beaucoup écrit sur les tornades et est à la tête de la compagnie Tornado Project. Il est particulièrement connu pour ses livres sur la climatologique de ce phénomène aux États-Unis et pour ses films documentaires sur le sujet.

## Biographie

### Jeunesse
Thomas Grazulis a grandi à Worcester (Massachusetts) aux États-Unis et a vu pour la première fois les effets des tornades à l'âge de 11 ans quand un de ces phénomènes a frappé sa ville en 1953. Cette tornade d'intensité F4 avait tué 94 personnes et était passée à environ 1,6 kilomètre au nord de sa maison d'enfance.
Grazulis a obtenu un baccalauréat en météorologie de l'université d'État de Floride (FSU). Il avait brièvement été animateur à la radio et présentateur de météo avant de devenir professeur de sciences dans le New Jersey et de travailler sur le « Programme des Sciences de la Terre » pour la National Science Foundation (NSF). Lui et son épouse Doris, une enseignante et un propriétaire de petite entreprise, déménagèrent à la région de St. Johnsbury au Vermont en 1970. En 1972, ils ont produit le film documentaire sur les tornades Approaching the Unapproachable qui examine les tornades dans un contexte scientifique plutôt que comme un danger.

### Climatologie des tornades
En 1979 Grazulis a commencé à travailler avec la Commission de réglementation nucléaire des États-Unis (NRC) des pour recenser les tornades dans ce pays. Plus précisément, il a travaillé à raffiner et augmenter la base de données tenue par le National Severe Storms Prévisions Center de Kansas City au Missouri (maintenant le Storm Prediction Center à Norman en Oklahoma) ainsi que la base de données de Ted Fujita. L'objectif était de déterminer plus précisément le nombre, la distribution et l'intensité des tornades pour en donner une climatologie et évaluer les risques. Le travail de Grazulis avait été jugé suffisamment important pour qu'il fût financé pendant cinq ans de la part de la National Science Foundation.
Dans le cadre de cette étude, Grazulis a parcouru les États-Unis et fait des recherches dans des dizaines de bibliothèques, musées, archives d'universités, sociétés historiques, etc.  Ses informations sont principalement venues des bibliothèques d’États et de la Bibliothèque du Congrès américain, mais incluent aussi des informations de bibliothèques locales. Il a estimé avoir lu 25 000 bobines de microfilms de la plupart des grands journaux du pays et a pu finalement détailler 60 000 tornades.
Le premier livre (en deux tomes), fruit des recherches financés par le NRC, donne les résultats des tornades significatives de 1880 à 1989 et répertorie 50 000 événements sur 1 400 pages. Les données de ce livre comblaient une lacune dans l'information sur les tornades aux États-Unis. Les fortes ventes de ce livre ont conduit à un second tome couvrant la période 1680 à 1991. Les ventes de ce second livre et d'une série de vidéos sur les tornades que Grazulis a produites étaient suffisamment robustes pour qu'une mise à jour soit publiée pour les années 1992 à 1995. Le livre (Significant Tornadoes) contient 51 photographies de tornades d'avant 1970, soit la plus grande collection publiée. Grazulis a amassé l'une des trois bases de données les plus complètes sur les tornades aux États-Unis, les deux autres étant la base de données nationale de la NOAA et celle de l'université de Chicago (DAPPL) débutée par Fujita. En 2014, la base de données de Grazulis couvrait la période de 1680 à 1995 et comprend toutes les tornades significatives connues (celles classées F2 à F5 et celles inférieures ayant causé des morts).

### Tornado Project
Au début des années 1990, lui et sa femme ont formé la compagnie Tornado Project pour commercialiser des vidéos, des livres et des affiches sur les tornades. Il a collaboré avec le chasseur d'orages Roy Britt pour produire la série Tornado Video Classics. En 1995, ils ont fait une adaptation pour la télévision de leur collection pour un public plus large, y compris les films Fury on the Plains et Nature's Fury.
En 1997, il est devenu un chasseur de tornades. Malgré sa fascination pour les orages, il n'avait jamais personnellement vu une tornade et a pu satisfaire sa curiosité près de Tulsa en Oklahoma le jour du Memorial Day (début mai) cette année-là.
À la fin des années 1990, Grazulis a également construit une variété de simulateurs de tourbillons car il s'intéressait depuis longtemps à la simulation des tornades pour ses films. Dans le documentaire Secrets of the Tornado il donne des instructions détaillées pour la construction de son propre appareil.

## Affiliations
Grazulis est Fellow de l'American Meteorological Society (AMS) et fut membre du comité sur l'amélioration de la catégorisation des tornades qui a donné l'échelle de Fujita améliorée.

## Production
Grazulis a débuté ses documentaires sur les sciences de la terre en général avant de se concentrer sur les tornades. 
Il a produit des vidéos, des livres et des guides pratiques. Il a participé au  Storm Track et donné de nombreuses conférences météorologiques et de chasseurs d'orages. Ci-dessous quelques-unes de ses œuvres majeures :
- The New Jersey Shoreline (film éducatif de 1967) ;
- Approaching the Unapproachable (documentaire de 1972) ;
- Tornado Video Classics I ;
- Tornado Video Classics II: The Magnificent Puzzle ;
- Tornado Video Classics III ;
- Secrets of the Tornado (documentaire) ;
- (1984) Violent Tornado Climatology, 1880-1982. NUREG/CR-3670, U.S. Nuclear Regulatory Commission, Washington, DC, 165 pp ;
- (1993) Significant Tornadoes 1680-1991: A Chronology and Analysis of Events ;
- (1996) Significant Tornadoes Update 1992-1995 ;
- (2001) The Tornado: Nature's Ultimate Windstorm, une mise à jour non officielle du livre de Snowden D. Flora sur le sujet.